# Groß-Gerau
Groß-Gerau är en stad i Landkreis Gross-Gerau i Regierungsbezirk Darmstadt i förbundslandet Hessen i Tyskland.